# Sayda
Sayda, eller Saida, Saïda, (صيدا, Ṣaydā; Saṣydā; Saidoon; Sagette) är en stad i södra delen av Libanon, belägen vid Medelhavet. Under forntiden och antiken var staden känd som Sidon (צִידוֹן, Ẓidon, på hebreiska; tiberisk: Ṣîḏōn) och var en av de viktigaste stadsstaterna i Fenicien. Sidon är även känd från Bibeln. 
Staden har ungefär 266 000 invånare. Den utgör ändpunkt för en oljeledning från Saudiarabien vid Persiska viken och här finns ett raffinaderi. 

## Historik och arkeologi
Stadens hebreiska namn, Sidon, betyder sannolikt "fiskstaden", eller är härlett av gudanamnet Sid. Det är den äldsta staden i det forna Fenicien, och är belägen på en udde vid Medelhavet, något östligare än det nuvarande staden Saida. Denna stad, som gav upphovet till flera feniciska kolonier, bland annat Hippo och Kartago, var länge den mest betydande orten i hela landet, tills slutligen Tyrus gjorde sin övermakt gällande. 
Redan på Homeros’ tid var Sidon bekant för sin konst samt för sin handel med purpurfärg, bärnsten och glas. 722 f.Kr. gav staden sig åt den assyriske kungen Salmaneser samt lydde sedan under Babylon och under Persien, tills den 351 f.Kr. ödelades på grund av ett uppror. Åter uppbyggd, underkastade sig staden Alexander den store, kom därefter under Egypten och föll slutligen i romarnas händer. 
Kristendomen infördes mycket tidigt (se Apg. 27:3), och år 325 bevistade en biskop från Sidon första konciliet i Nicaea. 
I Sidons omgivningar finns många klippgravar, de förnämsta sydöst om det nuvarande Sayda, från vilka 17 sarkofager, skulpturverk och målningar 1889 förts till kejserliga museet i Konstantinopel; två sidoniska kungars sarkofager: Eschmunazars (1855, i Louvren) och Tabniths (i Konstantinopel) innehåller viktiga feniciska inskrifter. 
1904 utgrävdes norr om Sidon ett feniciskt tempel; på ett sydligare, närmare Sidon beläget ställe har många Astartefigurer blivit funna.

### Sayda på 2000-talet
Sayda skadades svårt under det libanesiska inbördeskriget och har även attackerats under Libanons konflikter med Israel. Sedan freden i Libanon har staden byggts upp och det historiska centrumet runt hamnen och det gamla korsfararborgen har återskapats. Området innehåller bland annat traditionella handelskvarter, flera värdefulla moskéer och kyrkor. De flesta invånarna är sunnimuslimer, men det finns små kristna grupper i storstaden.

### Gamla stan i Sayda 2009

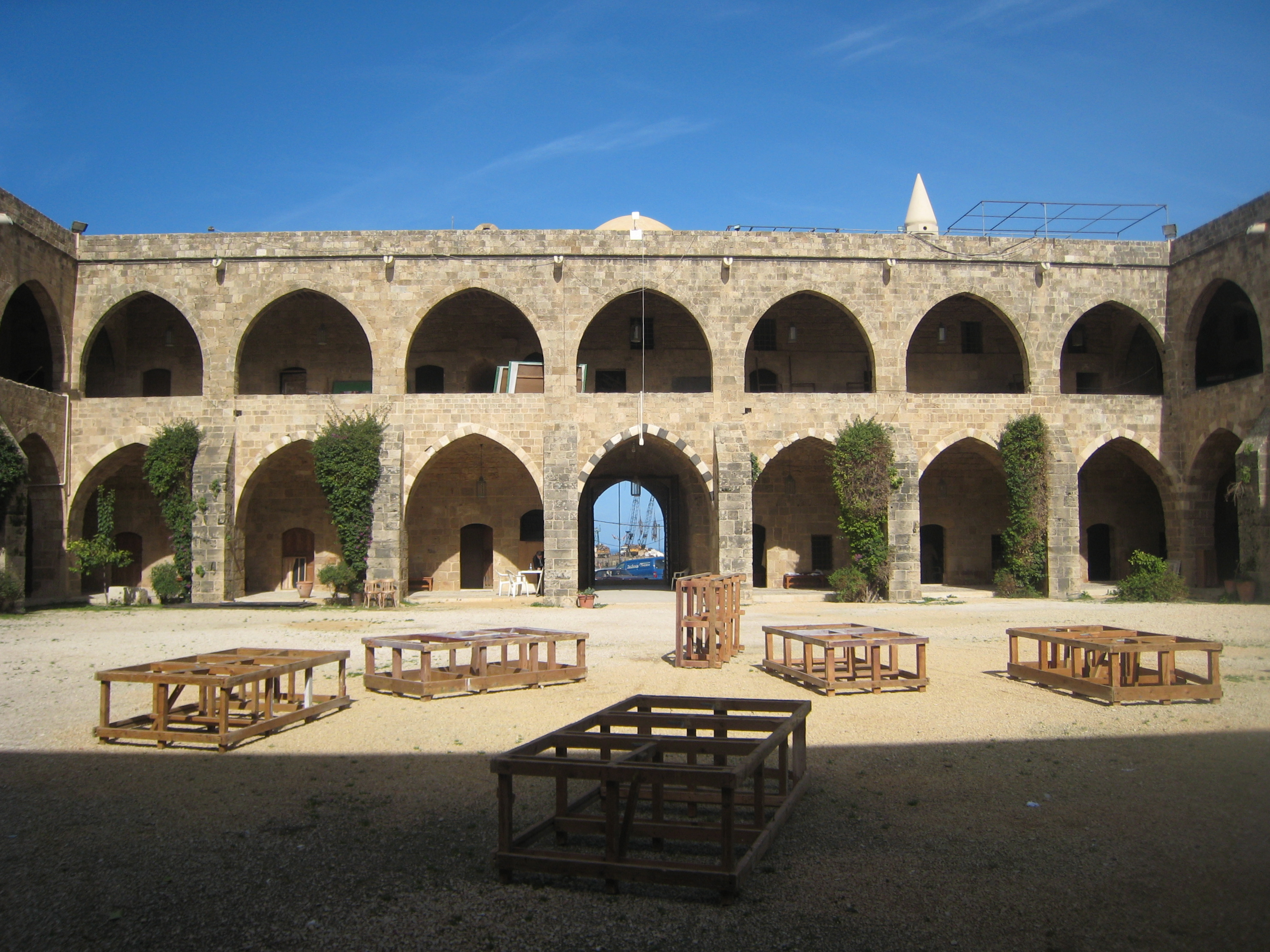
Khan el Franj från 1600-talet
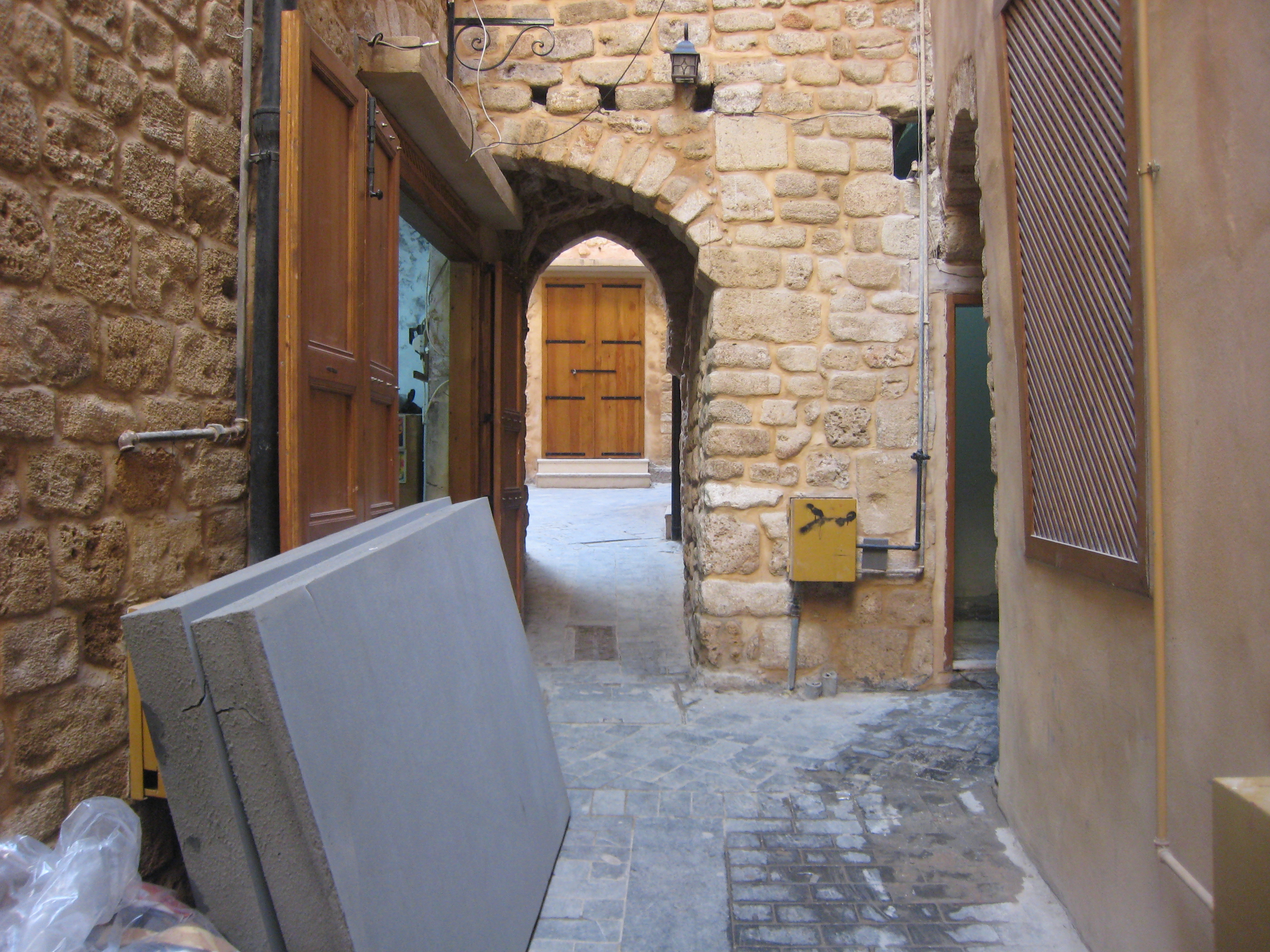
Restaureringsarbete i basarkvarteren
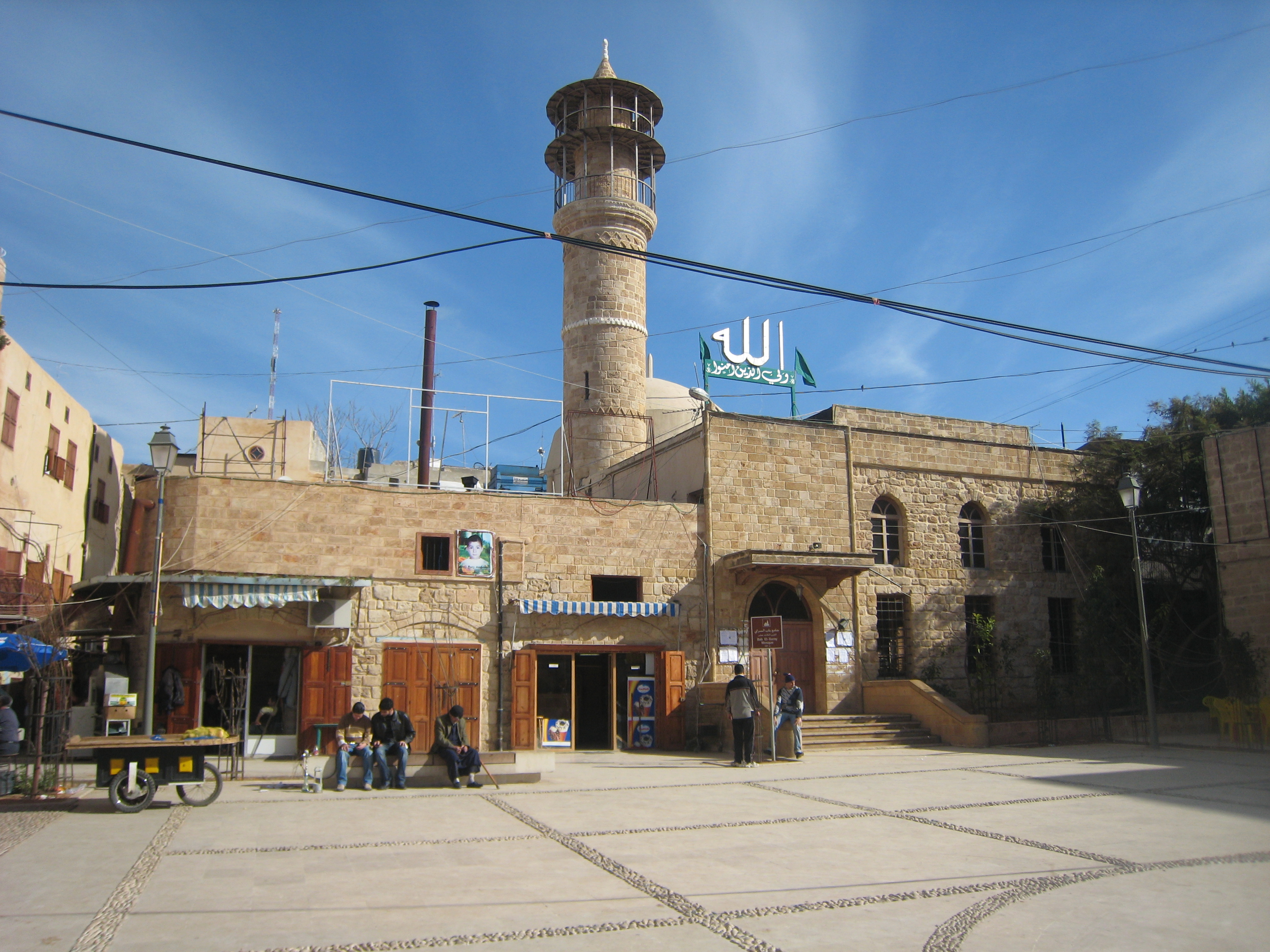
Torg i gamla stan